# 아타만
아타만(러시아어: атаман, 러시아어 방언: ватаман, 우크라이나어: отаман)은 코자크에서 선출된 지도자를 말한다. 아타만이라는 이름은 14세기말에 출현했다.
아타만이라는 단어의 기원에 대해서는, 여러가지의 가설이 존재하는데 코자크쪽에 따르면, 아타만이라는 단어는 알란어 또는 고트-알란어의 "아버지", "남성", "용사"에서 유래했다고 말한다. 또다른 가설에 따르면 고대 러시아어의 아타(아버지)와 투만(1만)의 합성어라고 한다. 투르크어의 오도만(odoman)은 "목부 장로"를 말한다.

## 같이 보기
- 헤티만